# جوفين
جوفين قرية سورية في ناحية القدموس في منطقة بانياس التابعة لمحافظة طرطوس.